# Fresnoy-lès-Roye
Fresnoy-lès-Roye est une commune française située dans le département de la Somme, en région Hauts-de-France.

## Géographie

### Description
Fresnoy-lès-Roye est un village rural picard du Grand-Roye situé à 5 km au nord-ouest de Roye, une quarantaine de kilomètres au sud-est d'Amiens et à la même distance au sud-ouest de Saint-Quentin.
Le territoire communal est traversé par l'autoroute A1 et la LGV Nord, il est aisément accessible par l'ex-RN 17 (actuelle RD 1017), ainsi que par la sortie 17 de l'autoroute.
En 2019, la localité est desservie par les autocars du réseau inter-urbain Trans'80, Hauts-de-France (ligne no 44, Montdidier - Chaulnes - Péronne - Roisel).

### Hydrographie
La commune est située dans le bassin Artois-Picardie. Elle n'est drainée par aucun cours d'eau.

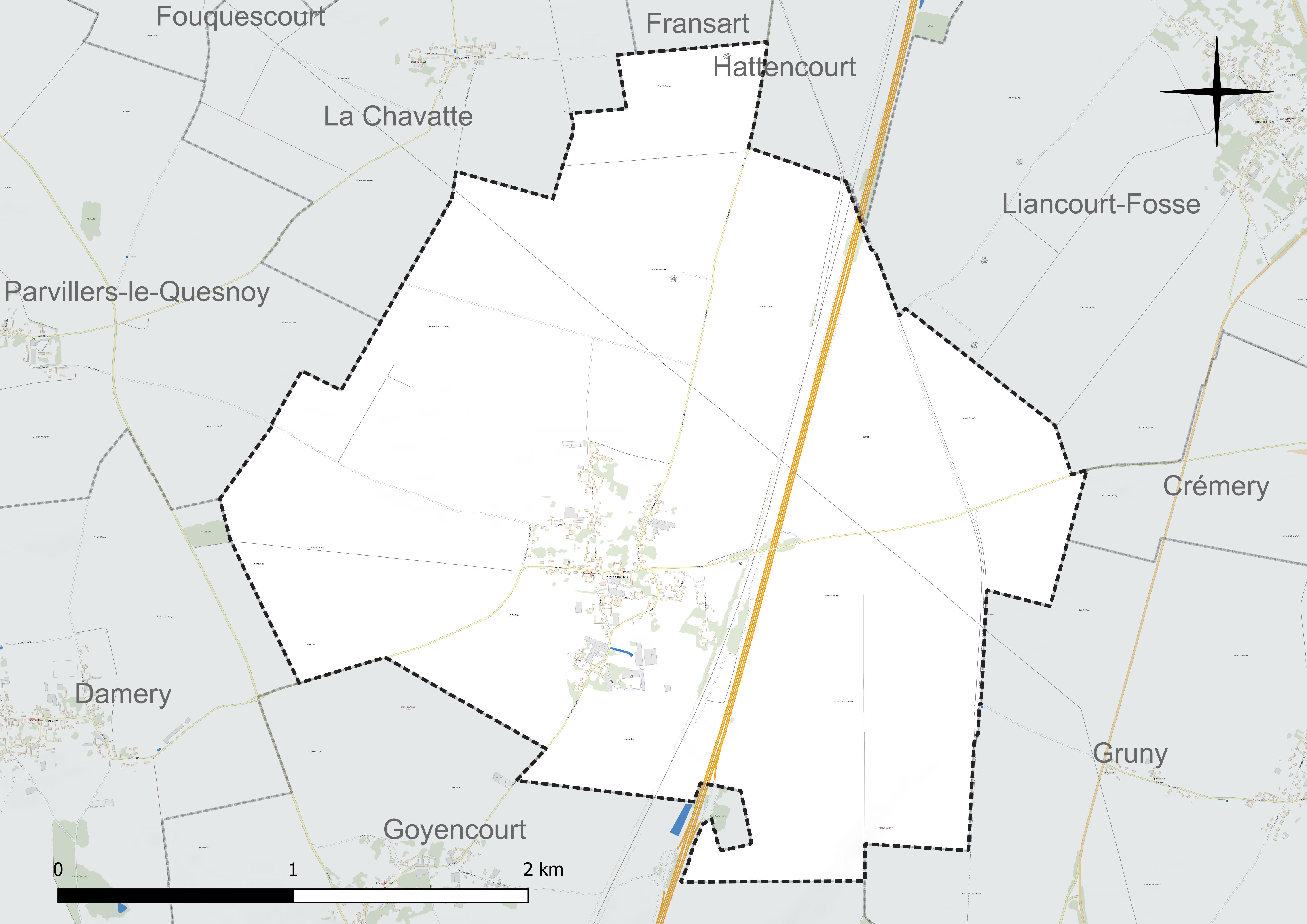
Réseau hydrographique de Fresnoy-lès-Roye.

### Climat
Pour des articles plus généraux, voir Climat des Hauts-de-France et Climat de la Somme.
En 2010, le climat de la commune est de type climat océanique dégradé des plaines du Centre et du Nord, selon une étude du CNRS s'appuyant sur une série de données couvrant la période 1971-2000. En 2020, Météo-France publie une typologie des climats de la France métropolitaine dans laquelle la commune est exposée à un climat océanique et est dans la région climatique Nord-est du bassin Parisien, caractérisée par un ensoleillement médiocre, une pluviométrie moyenne régulièrement répartie au cours de l'année et un hiver froid (3 °C).
Pour la période 1971-2000, la température annuelle moyenne est de 10,4 °C, avec une amplitude thermique annuelle de 14,6 °C. Le cumul annuel moyen de précipitations est de 704 mm, avec 11,6 jours de précipitations en janvier et 8,6 jours en juillet. Pour la période 1991-2020, la température moyenne annuelle observée sur la station météorologique la plus proche, située sur la commune de Rouvroy-en-Santerre à 6 km à vol d'oiseau, est de 10,8 °C et le cumul annuel moyen de précipitations est de 635,8 mm,. Pour l'avenir, les paramètres climatiques de la commune estimés pour 2050 selon différents scénarios d'émission de gaz à effet de serre sont consultables sur un site dédié publié par Météo-France en novembre 2022.

## Urbanisme

### Typologie
Au 1er janvier 2024, Fresnoy-lès-Roye est catégorisée commune rurale à habitat dispersé, selon la nouvelle grille communale de densité à sept niveaux définie par l'Insee en 2022.
Elle est située hors unité urbaine. Par ailleurs la commune fait partie de l'aire d'attraction de Roye, dont elle est une commune de la couronne,. Cette aire, qui regroupe 35 communes, est catégorisée dans les aires de moins de 50 000 habitants,.

### Occupation des sols
L'occupation des sols de la commune, telle qu'elle ressort de la base de données européenne d'occupation biophysique des sols Corine Land Cover (CLC), est marquée par l'importance des territoires agricoles (88,3 % en 2018), en diminution par rapport à 1990 (90,6 %). La répartition détaillée en 2018 est la suivante : 
terres arables (88,3 %), zones urbanisées (7,5 %), zones industrielles ou commerciales et réseaux de communication (4,2 %). L'évolution de l'occupation des sols de la commune et de ses infrastructures peut être observée sur les différentes représentations cartographiques du territoire : la carte de Cassini (XVIIIe siècle), la carte d'état-major (1820-1866) et les cartes ou photos aériennes de l'IGN pour la période actuelle (1950 à aujourd'hui).

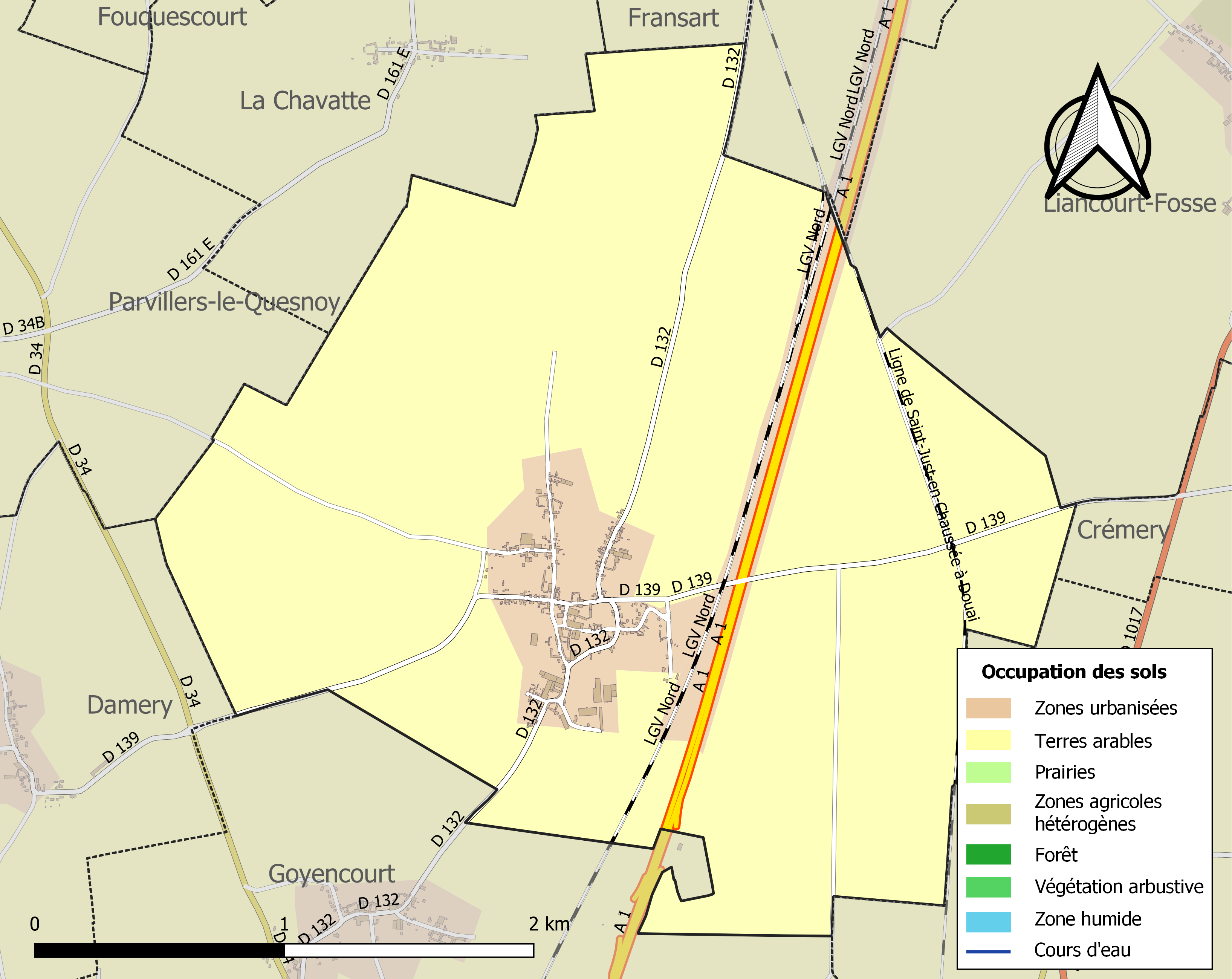
Carte des infrastructures et de l'occupation des sols de la commune en 2018 (CLC).

## Toponymie
Le nom de la localité est attesté sous les formes Fraisnetum prope Royam en 1146 ; Fraisnetum juxta castrum Roie en 1202 ; Fresnoi en 1215 ; Fraisnetum en 1146 ; Fraisnoi en 1248-1260-1261-1280-1300 ; Fraisnoy en 1261 ; Fraisnois en 1219-1224-1261 ; Fraysnoi en 1280 ; Fresnoy en 1567 ; Frennoy en 1648 ; Frenay en 1657 ; Fresnoy-lès-Roye en 1757 ; Frenoy en 1761 ; Frenoi-lès-Roye en 1778.
Fresnoy est un toponyme français, forme picarde du français frênaie, issu du latin fraxinetum.
La préposition « lès » permet de signifier la proximité d'un lieu géographique par rapport à un autre lieu. En règle générale, il s'agit d'une localité qui tient à se situer par rapport à une ville voisine plus grande. La commune de Fresnoy indique qu'elle se situe près de Roye.

## Histoire
Le village aurait été brûlé par erreur par les bourguignons au XVe siècle. « En effet, selon la légende, le seigneur de Fresnoy-Lès-Roye, partisan des bourguignons, avait demandé à ses collaborateurs, d'épargner son village qu'ils reconnaîtraient facilement grâce au haut clocher. Malheureusement, ceux-ci ont épargné Parvillers et son gros clocher et ont brûlé Fresnoy ».
Première Guerre mondiale
En octobre 1914, la commune fut le terrain de combats au cours de la Première Guerre mondiale.
Le capitaine allemand Franz Chales de Beaulieu écrit à sa femme, peu de temps avant sa mort :
"1er octobre, près de La Chavatte à 4 heures. J'écris cette lettre à 4 heures du matin dans la forêt où je me repose avec mes soldats. Actuellement il y a une attaque sur La Chavatte et nous attendons l'ordre d'assaut. Cela peut durer longtemps.  (…). Devant nous Fresnoy brûle, nous creusons des trous sous les rafales de mitrailleuses qui passent au-dessus de nos têtes (…).
À 11h 30 nous étions à l'attaque mais pas une seule balle ne nous a touchés. Ces chiens attendaient sans doute que nous soyons plus près. Je ne veux pas prendre de risque et servir de cible. Je donne l'ordre d'arrêter pour attendre les deux compagnies de Hesse. Á cet instant, j'entends leurs trompettes qui annoncent l'attaque.(...). Tout le monde crie « Hourra ! ». Il y a un bruit infernal pour encourager l'attaque de Fresnoy. (…). Je vois maintenant les officiers qui sortent leurs épées pour montrer la direction de l'assaut. Il y a beaucoup de bruit et nous réussissons à occuper le village. C'est un succès car les Français ont cru qu'il y avait plus de troupes que nous n'étions. Notre 70e est depuis ce matin en possession du village de La Chavatte. Les deux villages sont devenus nos forteresses (…). Notre commandant, le troisième, est grièvement blessé et deux officiers moins touchés doivent le remplacer. (…)
Le combat a été très dur mais nous avons donc pris Fresnoy avec le 1er bataillon. Nous avons attaqué les Français comme des lions. Ils s'étaient barricadés jusqu'aux dents mais nous l'avons emporté. Á 6 heures, nous avons enfin eu du repos. Maintenant, il est 8 heures 30 et nous devons avancer pour un nouveau combat. Les pertes ont été fortes, environ cent hommes ont été tués dans mon bataillon ».
Selon l'Abbé Calippe, « Dans le village, évacué le 8 février 1916, on ne trouve plus, en mai 1917, que huit habitants (deux familles) sur 463, et trois maisons ! ».
Le village est considéré comme détruit à la fin de la guerre et a été décoré de la Croix de guerre 1914-1918, le 30 octobre 1920.

## Politique et administration
| Période                                  | Période                       | Identité            | Étiquette | Qualité                           |
| ---------------------------------------- | ----------------------------- | ------------------- | --------- | --------------------------------- |
| Les données manquantes sont à compléter. |                               |                     |           |                                   |
| avant 1988                               | 2008                          | Léon Leroux         | DVD       |                                   |
| mars 2008                                | 2011                          | Francis Dhetz       |           | Démissionnaire                    |
| 25 septembre 2011                        | juin 2020                     | Jacques Debavelaere |           |                                   |
| juin 2020                                | En cours (au 29 octobre 2020) | Cyrille Cleuet      |           | Assistant de gestion à Montdidier |

## Démographie
L'évolution du nombre d'habitants est connue à travers les recensements de la population effectués dans la commune depuis 1793. Pour les communes de moins de 10 000 habitants, une enquête de recensement portant sur toute la population est réalisée tous les cinq ans, les populations de référence des années intermédiaires étant quant à elles estimées par interpolation ou extrapolation. Pour la commune, le premier recensement exhaustif entrant dans le cadre du nouveau dispositif a été réalisé en 2007.

En 2022, la commune comptait 285 habitants, en évolution de −3,06 % par rapport à 2016 (Somme : −1,26 %, France hors Mayotte : +2,11 %).
| 1793 | 1800 | 1806 | 1821 | 1831 | 1836 | 1841 | 1846 | 1851 |
| ---- | ---- | ---- | ---- | ---- | ---- | ---- | ---- | ---- |
| 512  | 513  | 557  | 500  | 557  | 555  | 524  | 549  | 560  |

| 1856 | 1861 | 1866 | 1872 | 1876 | 1881 | 1886 | 1891 | 1896 |
| ---- | ---- | ---- | ---- | ---- | ---- | ---- | ---- | ---- |
| 535  | 525  | 516  | 515  | 506  | 503  | 504  | 503  | 480  |

| 1901 | 1906 | 1911 | 1921 | 1926 | 1931 | 1936 | 1946 | 1954 |
| ---- | ---- | ---- | ---- | ---- | ---- | ---- | ---- | ---- |
| 462  | 463  | 417  | 251  | 318  | 313  | 300  | 337  | 309  |

| 1962 | 1968 | 1975 | 1982 | 1990 | 1999 | 2006 | 2007 | 2012 |
| ---- | ---- | ---- | ---- | ---- | ---- | ---- | ---- | ---- |
| 311  | 275  | 259  | 278  | 269  | 266  | 305  | 311  | 297  |

| 2017 | 2022 | - | - | - | - | - | - | - |
| ---- | ---- | - | - | - | - | - | - | - |
| 293  | 285  | - | - | - | - | - | - | - |

## Culture locale et patrimoine

### Lieux et monuments
- Église Saint-Sulpice[27]. Elle a été bombardée dès septembre 1914, au début de la Première Guerre mondiale[28] et a été totalement détruite lors de la bataille de la Somme en 1916. Reconstruite en 1925, elle est décorée d'un chemin de croix et de deux fresques de Henri Marret[29].

- La croix en pierre, du XIIe siècle[30],[31],[32], dans le cimetière (classement en 1897). Elle a été en majeure partie détruite pendant la Première Guerre mondiale[33].
- L'école du village est désormais fermée.

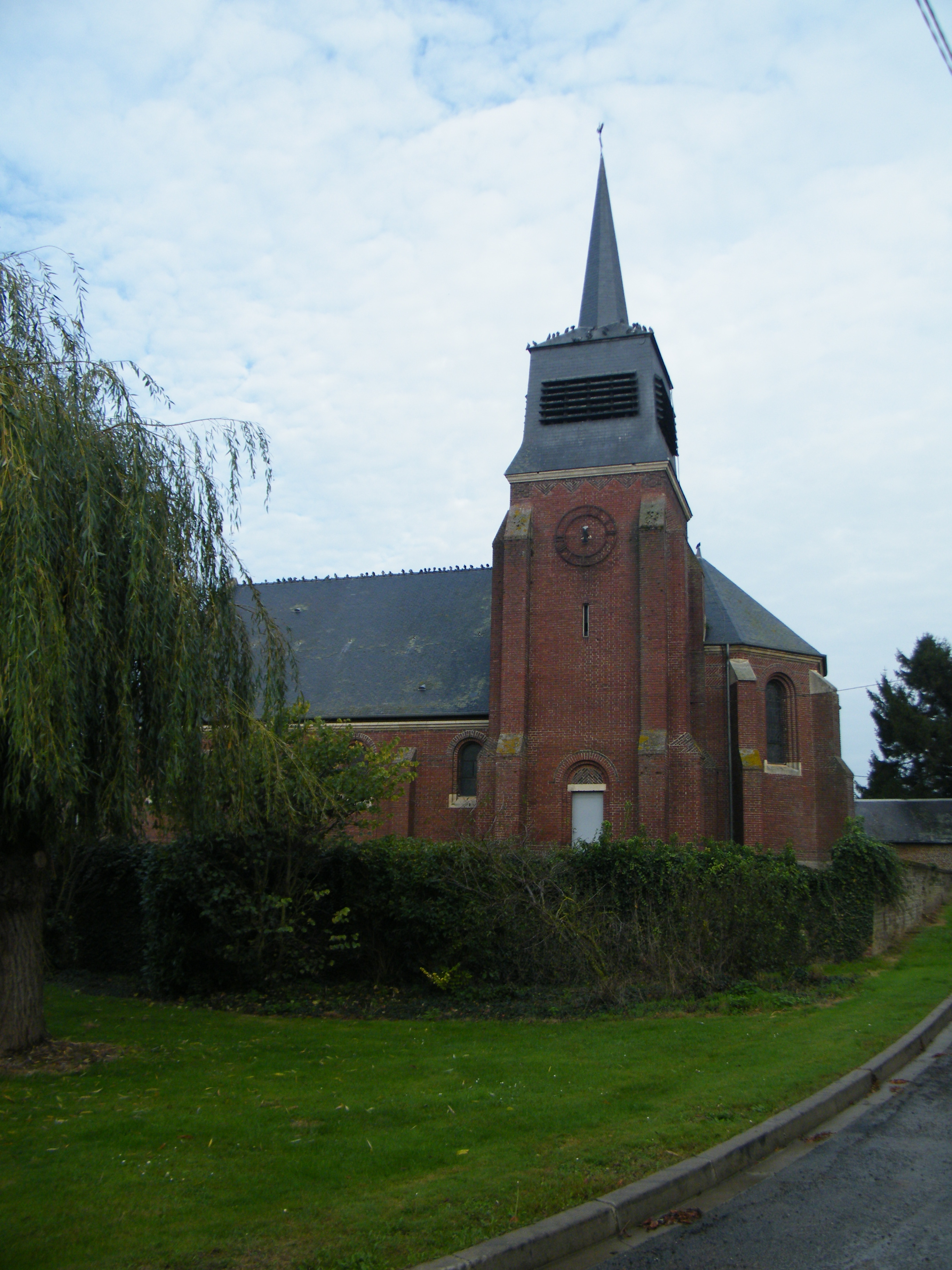
L'église Saint-Sulpice.
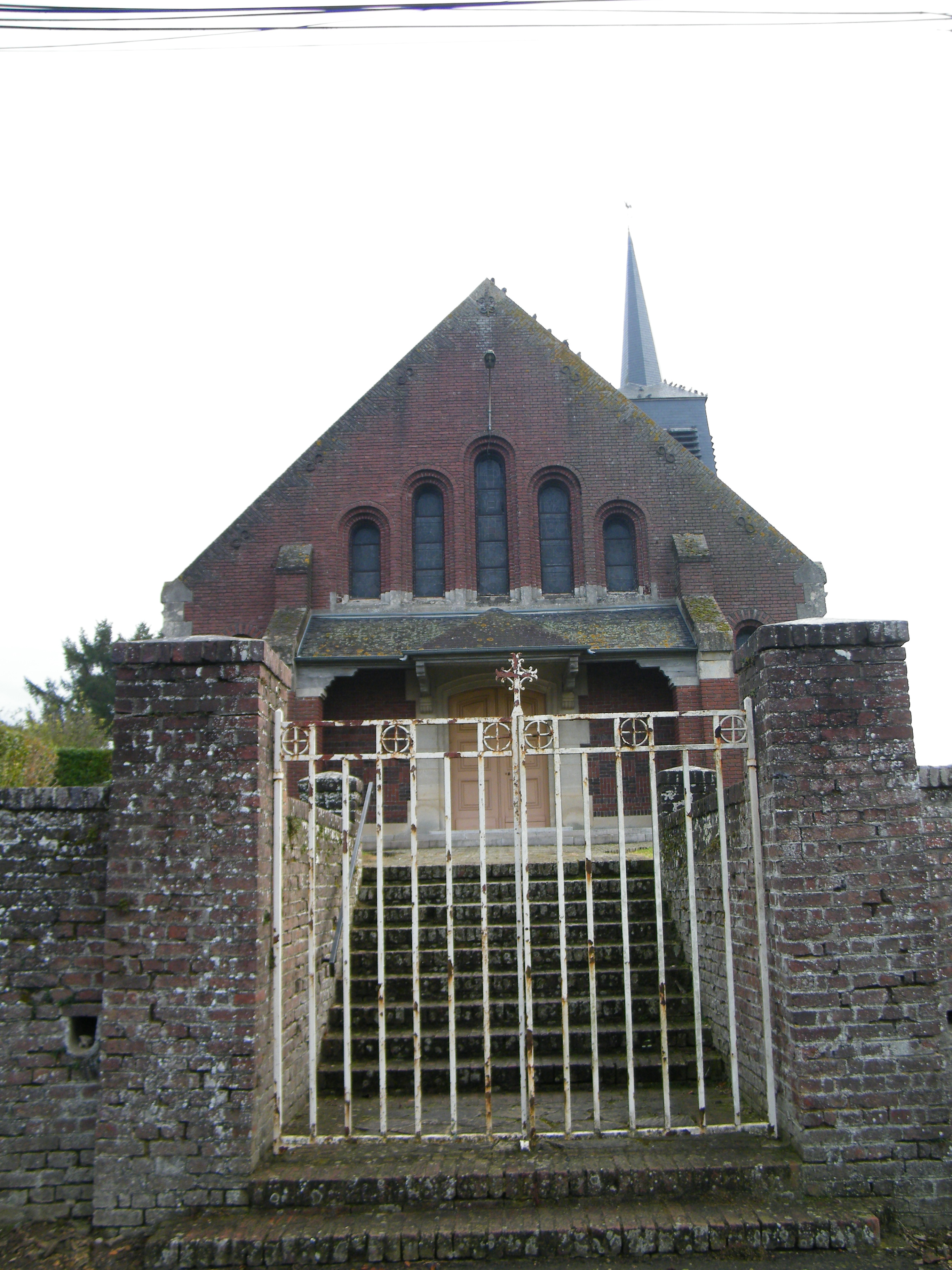
Autre vue de Saint-Sulpice.
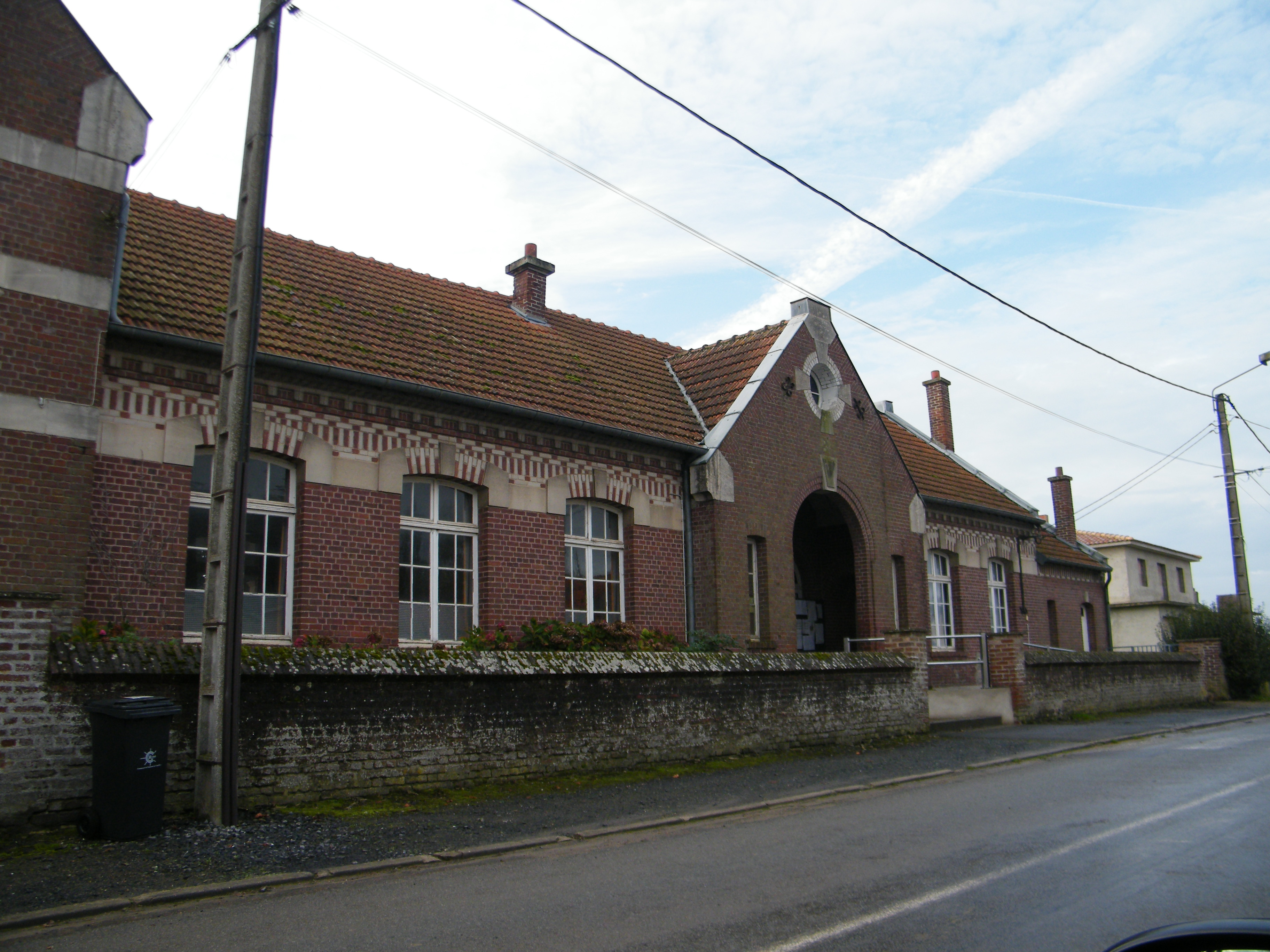
L'ancienne école.
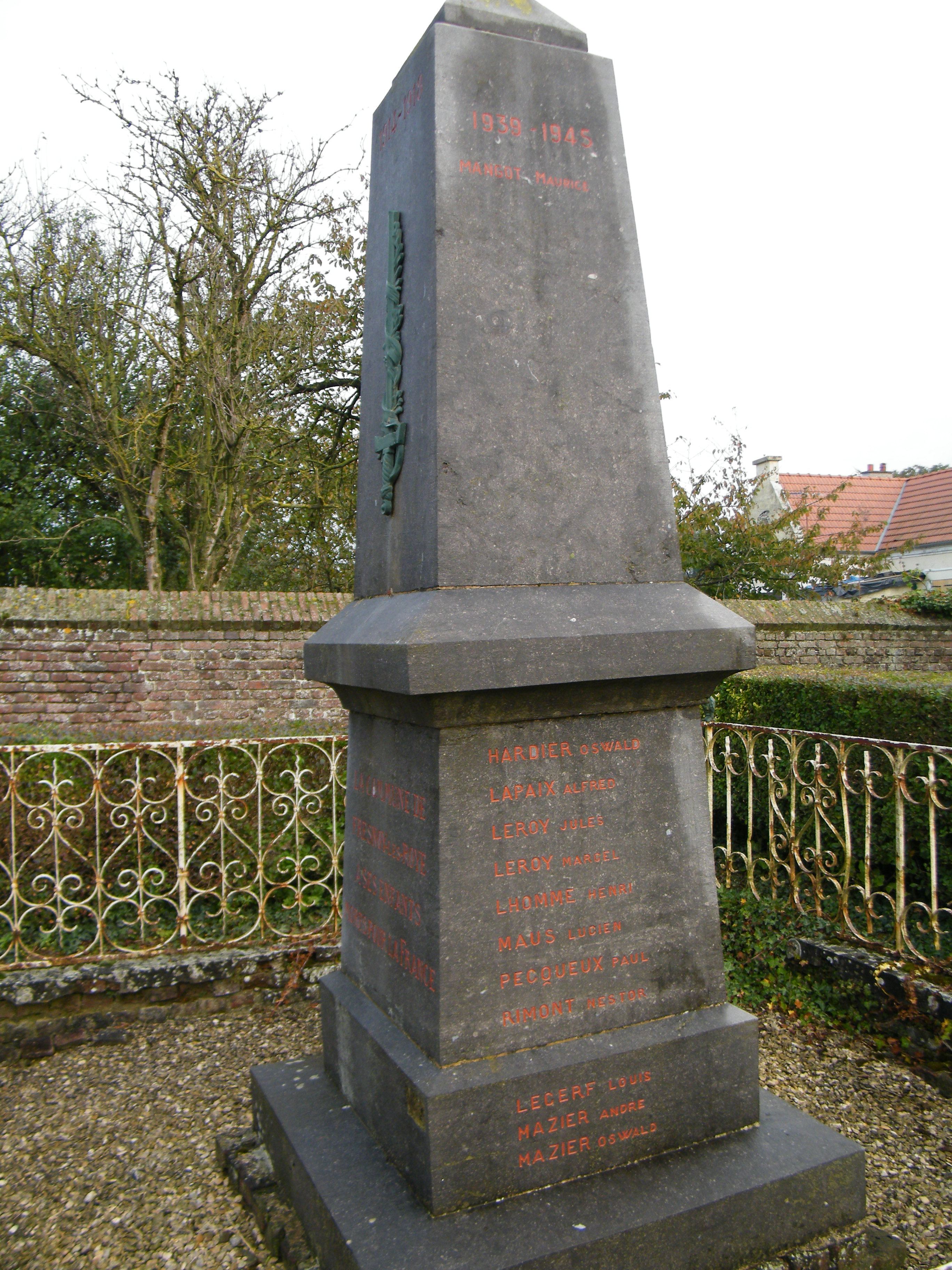
Monument aux morts.
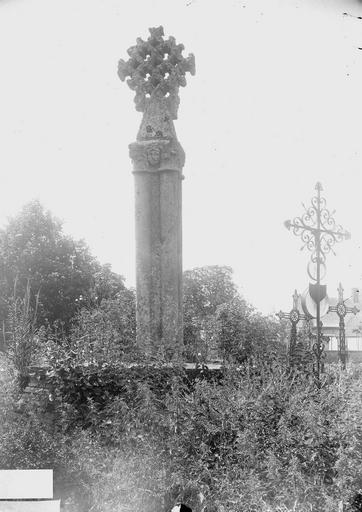
L'ancienne croix du cimetière.

### Personnalités liées à la commune
- Jean-François Gantois, cultivateur né dans la commune, a été député de la Somme de 1792 à 1806. Il ne vota pour le bannissement  de Louis XVI[34],[35].

### Héraldique
| Blason de Fresnoy-lès-Roye | Blason  | Coupé : au 1er parti au I d'azur à trois fleurs de lys d'or, au II de gueules à trois lionceaux d'or, au 2d d'argent à un frêne arraché à dextre et à un noyer arraché à senestre, le tout au naturel. Ornements extérieursCroix de guerre 1914-1918 |
| Blason de Fresnoy-lès-Roye | Détails | Adopté en 2023. |